# غورنوزافودسك (ساهالين)
غورنوزافودسك (بالروسية: Горнозаводск) هي مدينة في مقاطعة ساخالين أوبلاست في روسيا.
يبلغ عدد سكانها حوالي 5478 نسمة.